# Berg-Kaserne (Gießen)
Die Berg-Kaserne Gießen lag am östlichen Innenstadtrand zwischen Licher Straße und Grünberger Straße und umfasste eine Fläche von ca. 10 Hektar.
Die militärische Einrichtung wurde zunächst als „Neue Kaserne“ zwischen 1885 und 1887 zur Unterbringung des 2. Hessischen Infanterieregimentes Nr. 116 auf dem Kugelberg in Gießen errichtet. Bereits 1897 und 1913 folgten erste Erweiterungen. Sie dienten unter anderem zur Unterbringung einer Maschinengewehrkompanie. Die Größe der Garnison wuchs von 1200 auf 1800 Soldaten.
Mit dem Versailler Vertrag wurde nach dem Ersten Weltkrieg die Truppenstärke in der Kaserne auf 450 Soldaten deutlich reduziert. Stationiert war in der Berg-Kaserne das 15. Reichswehrinfanterieregiment. Dennoch erfolgte 1927 eine Erweiterung, zu der insbesondere ein Sanitätsgebäude gehörte, das bis 2006 als solches genutzt wurde.

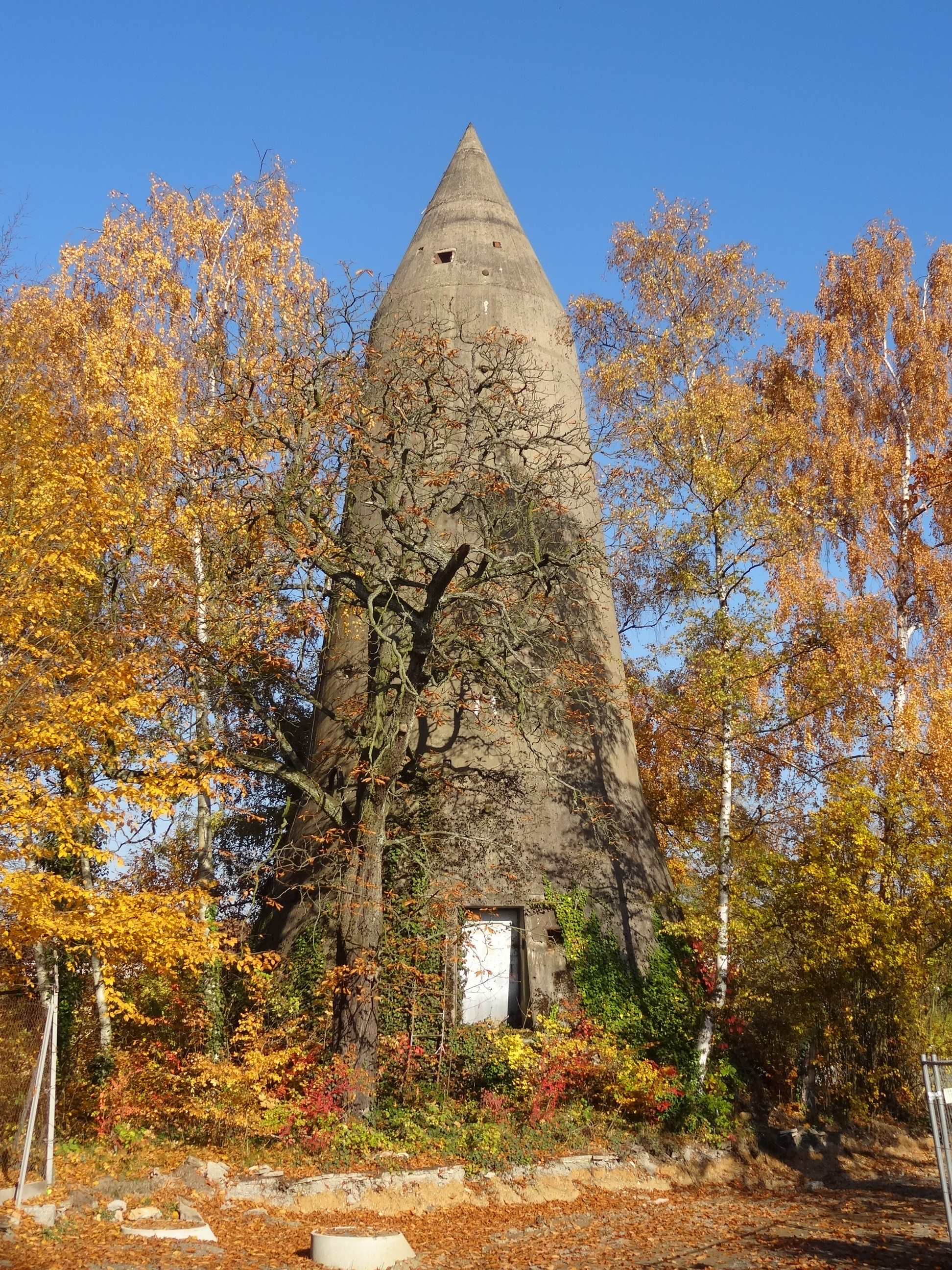
„Winkel-Bunker“

Unter nationalsozialistischer Herrschaft wurde 1935 die Berg-Kaserne Gießen erweitert. 1934 war bereits die Wiederaufstellung des Infanterieregiment 116 in der Berg-Kaserne erfolgt. Hinzu trat ab 1935 das Maschinengewehrbataillon 2. Beide Einheiten wurden im Zweiten Weltkrieg vernichtet. 1939 war die Truppenstärke wieder auf 1500 Soldaten in der Berg-Kaserne angewachsen. Im selben Jahr wurden sechs Spitzbunker auf dem Kasernengelände fertiggestellt.
Am Eingang der Berg-Kaserne schuf 1938 der Gießener Künstler Carl Bourcarde ein Relief mit einer Soldatengruppe in martialischer Haltung und idealisierten Szenen aus dem Leben der Landbevölkerung. Das Relief wurde später als ein typisches Beispiel für die künstlerische Darstellung der Blut-und-Boden-Ideologie der Nationalsozialisten als „historisch wichtiges Dokument“ unter Denkmalschutz gestellt. Der Erhalt dieser Arbeit ist umstritten.
Im Zweiten Weltkrieg wurde die Berg-Kaserne fast vollständig zerstört.
Nach Ende des Zweiten Weltkrieges befand sich auf dem Gelände der Berg-Kaserne ein DP-Lager, das in der zweiten Hälfte des Jahres 1950 geräumt werden musste, weil die US-Amerikaner in der Folge des Koreakriegs ihre Truppen in Europa verstärkten und dafür erweiterte Unterkunftsmöglichkeiten benötigten. Zudem waren Teile der Universitätskinderklinik hier untergebracht.
Von September 1952 bis September 1958 war in der Berg-Kaserne auch der Ortsverband Gießen des Technischen Hilfswerks beheimatet.
Zwischen 1954 und 1957 fanden in der Berg-Kaserne Vorbereitungsarbeiten für den Einzug der Bundeswehr statt. 1958 erfolgte im Zuge der Aufstellung der Bundeswehr die Bildung des Instandsetzungsbataillon 5 der 5. Panzerdivision und seine Teilunterbringung in der Berg-Kaserne Gießen.
1960 wurde in der Berg-Kaserne die Bundeswehrfachschule Gießen untergebracht.
In den 1970er Jahren wurde in der Berg-Kaserne eine Fernmeldezentrale eingerichtet.
Das Verteidigungsbezirkskommando (VBK) 47 wurde im Gegensatz zu den im Jahre 1963 errichteten VBK 41 bis 46 erst am 1. April 1982 aufgestellt und in der Berg-Kaserne in Gießen mit weiteren dem VBK unterstellten Einheiten untergebracht.
Nachdem am 1. Mai 1985 das der 5. Panzerdivision unterstellte Heeresmusikkorps 5 in Koblenz dem III. Korps direkt zugewiesen und in Heeresmusikkorps 300 umbenannt worden war, erfolgte am 1. Oktober 1985 in Gießen die Neuaufstellung des Heeresmusikkorps 5 mit neuer Heimat in der Berg-Kaserne. Ende 1989 wurde noch ein Übungsraum in der Kaserne eingerichtet.
Das Ende des Kalten Krieges brachte auch für die Berg-Kaserne in Gießen Veränderungen: Am 31. März 1993 wurde das Heeresmusikkorps 5 in Gießen wieder aufgelöst. Das Instandsetzungsbataillon 5 wurde am 30. September 1993 außer Dienst gestellt.
Vor Schließung der Steuben-Kaserne 1993 wurden einige der dort stationierten Einheiten in die Berg-Kaserne verlegt, so etwa das Jägerbataillon 56, das zum 1. Oktober 1992 in das Heimatschutzbataillon 56 umgegliedert und dem Verteidigungsbezirkskommando 47 unterstellt wurde.
Die Bundeswehrfachschule Gießen wurde zum 30. Juni 2002 geschlossen. Nach Bekanntwerden der Pläne zur Aufgabe der Ausbildungsstätte wurden hiergegen mehrere Eingaben an den Wehrbeauftragten gerichtet.
Das Jägerbataillon 56 wurde zum 30. Mai 2006 aufgelöst.
Mit dem Abschlussappell am 28. Juni 2006 wurde das Verteidigungsbezirkskommando 47 aufgelöst und die Berg-Kaserne in Gießen geschlossen.
Im November 2007 wurde berichtet, dass in einen Teil der Kaserne das Hauptzollamt einziehen soll. Nach einer Sanierung der Gebäude erfolgte die Übernahme der Diensträume durch 100 Zöllner im Jahre 2011.
Nach einer 2006 erfolgten Vorabstimmung zwischen der Stadt Gießen und dem Bund, einer Machbarkeitsstudie 2007 sowie dem Aufstellungsverfahren wurde 2012 ein erster, vorhabenbezogener Bebauungsplan GI 03/04 „Bergkaserne I“ durch die Stadt Gießen beschlossen, der auf einem Teil des Kasernengeländes den Bau eines Lebensmittel- und eines Getränkemarktes sowie von zwei größeren Wohngebäuden mit Tiefgarage vorsieht.
Ein Jahr später erließ die Stadt Gießen den vorhabenbezogenen Bebauungsplan GI 03/15 „Bergkaserne II“, mit dem die Errichtung von drei weiteren Wohnkomplexen umgesetzt werden sollte.

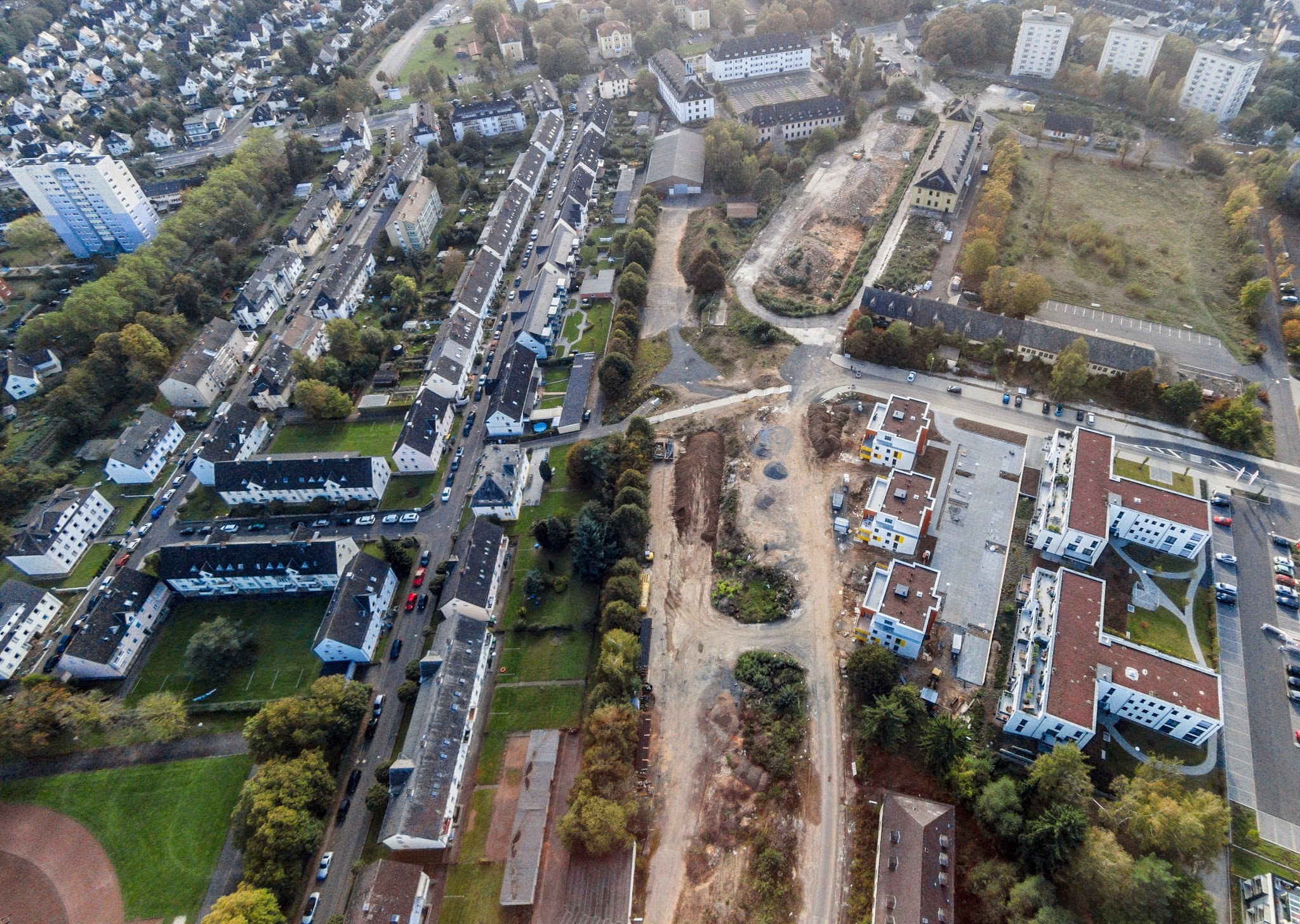
Gelände der Bergkaserne 2014 mit ersten Wohnbebauungen und Schuttresten

Mit dem letzten, 2014 von der Stadt Gießen aufgestellten Bebauungsplan GI 03/16 „Bergkaserne III“ wurden weitere Flächen für Wohnbebauung und als Mischgebiet ausgewiesen. Darüber hinaus wurden die dem Hauptzollamt überlassenen Teilstücke für die Nutzung durch Verwaltungen gesichert.